# Saint-Martin-d'Hardinghem
Saint-Martin-d'Hardinghem é uma comuna francesa na região administrativa de Altos da França, no departamento de Pas-de-Calais. Estende-se por uma área de 6,68 km². Em 2010 a comuna tinha 289 habitantes (densidade: 43,3 hab./km²).